# Hatshepsut

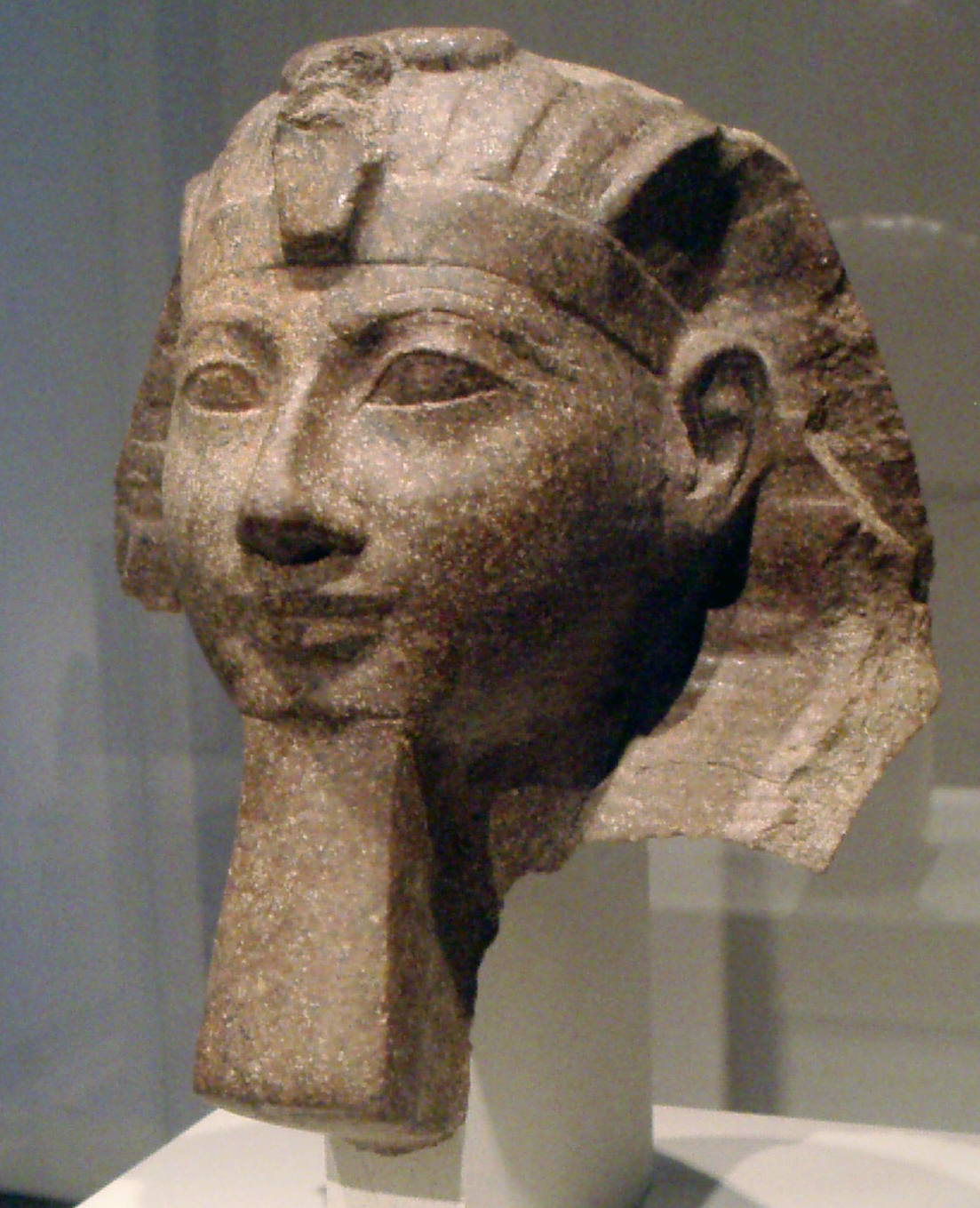
Hatshepsut. Liksom manliga faraoner avbildas hon här med lösskägg.

Hatshepsut, alternativ stavning Hatschepsut eller Hatchepsut, var en farao i Egypten som regerade 1479–1457 f.Kr. Hon räknas till den artonde dynastin och tidsperioden Nya riket.

## Biografi
Hatshepsut var dotter och enda barn till kung Thutmosis I och hans första gemål Ahmose, och ingick sedermera äktenskap med trontillträdaren och halvbrodern Thutmosis II och tillsammans med honom fick hon dottern Neferure. Thutmosis II avled dock snart utan att något barn av manligt kön fötts. Hatshepsut inledde då ett "medregentskap" tillsammans med ett barn (senare Thutmosis III) till en av Thutmosis II:s bihustrur. 

### Farao
Hatshepsut krönte så småningom sig själv till farao och kom att inneha denna titel ända fram tills hon försvinner ur källorna 1457 f.Kr. Hatshepsut bar i ikonografin alla de (manliga) attribut vilka hörde till kungaämbetet, såsom lösskägg, kilt, krona och bar överkropp. Hennes dotter Neferure finns avbildad tillsammans med Hatshepsuts rådgivare Senmut sittande i dennes knä. 
Det sägs att Hatshepsut var den första kvinnan att styra över ett folk, vilket inte stämmer.  Frågan om en kvinna kunde regera Egypten var komplicerad och handlade mer om hur en sådan kvinna skulle definieras än om maktutövningen som sådan.  Att kvinnor regerade Egypten var inte ovanligt, men det var ovanligt att de gjorde de med titeln farao.  
Före Hatshepsut nämns tre kvinnor, Neithotep och Merneith från 1:a dynastin, och Sobekneferu från 12:e dynastin, som kanske eller bevisligen har regerat som faraoner, och efter henne kom två under de inhemska egyptiska dynastierna: Neferneferuaten (Nefertiti eller Meritaton) och Twosret. Ytterligare minst fem kvinnor före Hatshepsut, Nimaathap, Khentkaus I, Ankhesenpepi II, Ahmose-Nefertari och Ahhotep I, hade kanske eller bevisligen regerat Egypten utan att anta titeln farao. 
Hennes styvson, som blev farao Thutmosis III, raderade efter hennes död bort nästan allt som hade med hennes namn att göra, vilket fick som resultat att man under lång tid inte visste att det funnits en kvinnlig farao.

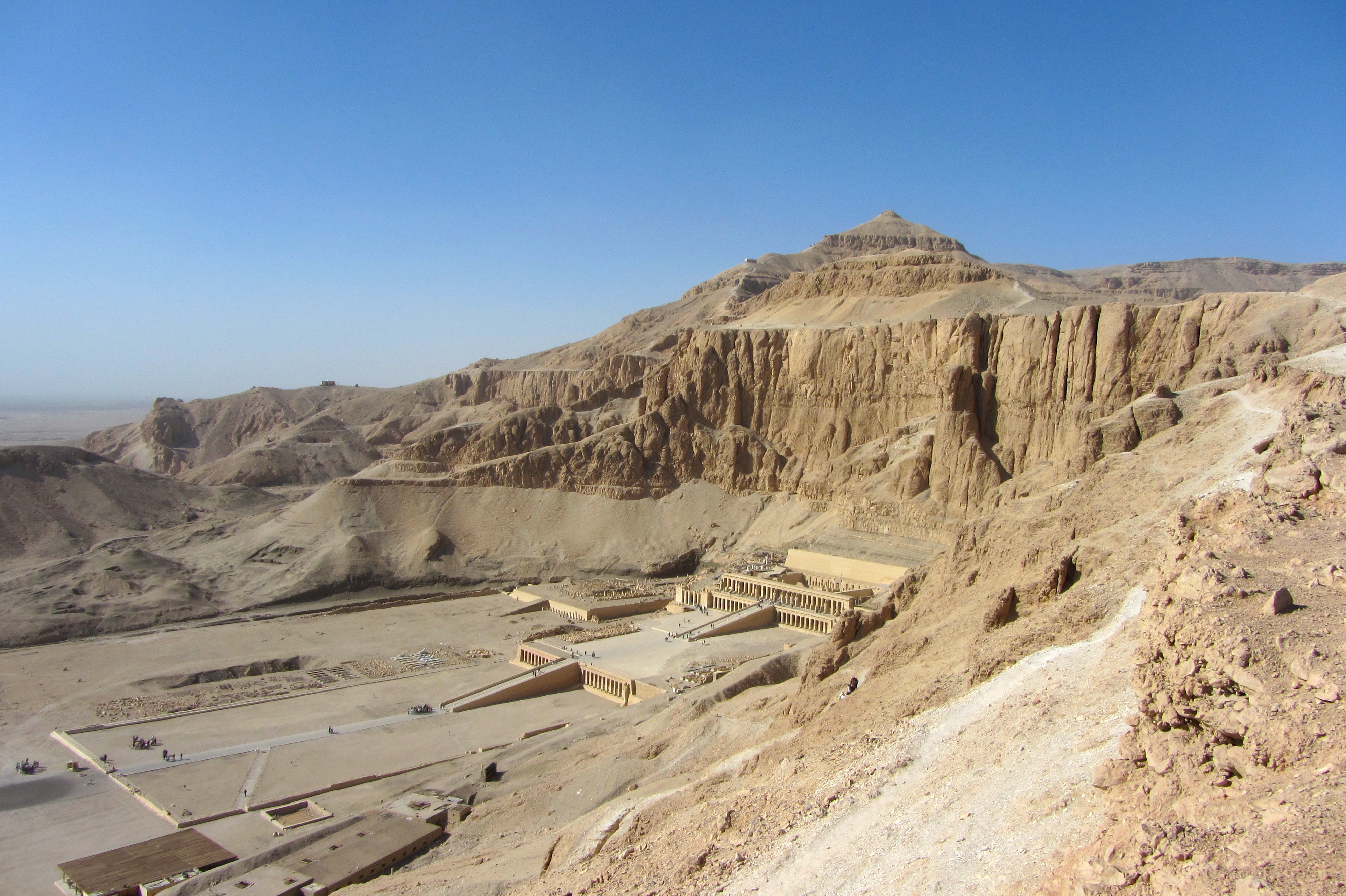
Hatshepsuts begravningstempel i Deir el Bahri.

Hatshepsut var en av de mest flitiga faraonerna vad det gällde nybyggnation. Hon beordrade byggandet av hundratals byggnader i Övre Egypten och Nedre Egypten. Hon lät bland annat uppföra ett magnifikt gravmonument i Deir el Bahri, alldeles utanför den tidens huvudstad Thebe. Till väster och på andra sidan berget monumentet är byggt vid, utbreder sig gravfältet Konungarnas dal, där drottningen begravdes tillsammans med sin far Thutmosis I.

### Mumie
Hennes mumie identifierades 2007 som en av de två mumier som hittats i KV60, och ansågs då vara landets mest betydelsefulla arkeologiska fynd sedan upptäckten av Tutankhamons grav 1922. 
Man kunde identifiera drottningen genom ett kanop-skrin med hennes namn, som innehöll hennes mumifierade lever, tarmar, och en molar kindtand med en avbruten rot. Den avbrutna roten påträffades på sin plats 1.7 i käken på en kvinnomumie, funnen utan namn. Kvinnans tandhälsa var påtagligt dålig, delar av käkbenet kraftigt angripet av infektion. Hennes sista tid måste ha varit mycket smärtsam. 
Drottningen hade dött av en svår tandinfektion, som ledde till sepsis. Hennes hovläkare hade dragit ut tanden, i ett försök att behandla, varvid den gått sönder. 
Röntgen visade även att drottningen led av osteoporos, cancer i vänster höft, artrit, och möjligen diabetes.

## Utmärkelser
Asteroiden 2436 Hatshepsut är uppkallad efter henne.